# Эусомусы
Эусомусы (лат. Eusomus) — род жесткокрылых семейства долгоносиков.

## Описание
Лапки тонкие и длинные. Усики очень тонкие. Надкрылья сзади заострены или вытянуты в короткое остриё. Теле в зелёных или в золотистых чешуйках, и торчащих волосках или щетинках.

## Экология
Личинки развиваются в почве. Личинки полифаги. Взрослые жуки также полифаги, но многие предпочитают полынь.

## Виды
Некоторые виды рода:
- Eusomus acuminatus Boheman, 1840
- Eusomus angusticollis Lucas, 1854
- Eusomus beckeri Tournier, 1874
- Eusomus elongatus Boheman, 1833
- Eusomus freyi Zumpt, 1933
- Eusomus ovulum Germar, 1824
- Eusomus pilosus Schoenherr, 1832
- Eusomus stierlini Schilsky, 1912